# Йошкар Ола
Йошка́р Ола (на руски: Йошкар-Ола; на марийски: Йошкар-Ола – Червен град) е град в Русия, столица на Република Марий Ел.
Населението на града е 265 044 души към 2016 г. Градът е центърът на културния, политически и индустриален живот в републиката.

## История
Селището е основано през 1584 г. след покоряването на марийските земи от руснаците. Първоначално е крепост. Получава статут на град през 1781 г. Наречен е на протичащата през него река Царев град на Кокшайка (Царев город на Кокшайке), по-късно става Царевококшайск.
До началото на XX век Царевококшайск е тих провинциален град, с население от около 2500 души. Икономиката му по онова време се основава на селското стопанство, има само дестилационен завод.
През 1919 г. градът е преименуван на Краснококшайск. Получава сегашното си наименование Йошкар Ола (което на марийски означава „червен град“) през 1927 г. По времето на Втората световна война заводи от фронтовата зона са евакуирани в Йошкар Ола. Това дава тласък на промишленото развитие на града.

## География

### Население
Численост
| 1856    | 1897    | 1913    | 1926    | 1931    | 1939    | 1959    | 1962    |
| ------- | ------- | ------- | ------- | ------- | ------- | ------- | ------- |
| 1200    | 1700    | 2500    | 4300    | 7600    | 27 200  | 88 744  | 110 000 |
| 1967    | 1973    | 1976    | 1979    | 1982    | 1986    | 1989    | 1992    |
| 137 000 | 188 000 | 191 000 | 201 371 | 219 000 | 228 000 | 242 000 | 249 000 |
| 1996    | 1999    | 2001    | 2003    | 2005    | 2007    | 2009    | 2010    |
| 251 000 | 249 800 | 248 500 | 256 700 | 253 400 | 249 769 | 248 669 | 248 782 |
| 2011    | 2012    | 2013    | 2014    | 2015    | 2016    |         |         |
| 248 704 | 252 935 | 257 015 | 260 352 | 263 190 | 265 044 |         |         |

Етнически състав
Към 2010 г. населението на Йошкар Ола е представено от: 61,28 % руснаци, 23,31 % марийци, 4,1 % татари, 0,83 % украинци, 0,56 % чуваши и други.

### Положение
Градът е разположен на брега на река Малая Кокшага (ляв приток на Волга). Попада в зона на смесени гори, на южната граница на тайгата. Релефът е равнинен.

### Климат
Климатът в града е умереноконтинентален. Средната годишна температура е 3,2 °C, а средното количество годишни валежи е около 548 мм.
| Климатични данни за Йошкар Ола     | Климатични данни за Йошкар Ола | Климатични данни за Йошкар Ола | Климатични данни за Йошкар Ола | Климатични данни за Йошкар Ола | Климатични данни за Йошкар Ола | Климатични данни за Йошкар Ола | Климатични данни за Йошкар Ола | Климатични данни за Йошкар Ола | Климатични данни за Йошкар Ола | Климатични данни за Йошкар Ола | Климатични данни за Йошкар Ола | Климатични данни за Йошкар Ола | Климатични данни за Йошкар Ола |
| Месеци                             | яну.                           | фев.                           | март                           | апр.                           | май                            | юни                            | юли                            | авг.                           | сеп.                           | окт.                           | ное.                           | дек.                           | Годишно                        |
| Средни максимални температури (°C) | −9,9                           | −7,5                           | −0,6                           | 9,4                            | 18,4                           | 22,6                           | 24,5                           | 22,4                           | 15,6                           | 6,3                            | −1,2                           | −5,9                           | 7,8                            |
| Средни температури (°C)            | −13,9                          | −12,1                          | −5,4                           | 4,6                            | 12,2                           | 16,5                           | 18,7                           | 16,5                           | 10,8                           | 3,2                            | −3,8                           | −9,2                           | 3,2                            |
| Средни минимални температури (°C)  | −17,9                          | −16,6                          | −10,1                          | −0,3                           | 6,0                            | 10,3                           | 12,8                           | 10,6                           | 6,0                            | 0,0                            | −6,3                           | −12,5                          | −1,5                           |
| Средни месечни валежи (mm)         | 32                             | 25                             | 24                             | 34                             | 40                             | 61                             | 82                             | 60                             | 54                             | 53                             | 46                             | 37                             | 548                            |
| ---------------------------------- | ------------------------------ | ------------------------------ | ------------------------------ | ------------------------------ | ------------------------------ | ------------------------------ | ------------------------------ | ------------------------------ | ------------------------------ | ------------------------------ | ------------------------------ | ------------------------------ | ------------------------------ |
| Източник: Гидрометцентр России     |                                |                                |                                |                                |                                |                                |                                |                                |                                |                                |                                |                                |                                |

## Икономика
Градът е крупен промишлен център. Най-развитият отрасъл е машиностроенето, но са развити също дървообработващата, химическата и хранително-вкусовата промишленост. Произвеждат се строителни материали и електронно оборудване.
Йошкар Ола разполага с железопътна гара и малко летище. Градският транспорт е представен от 7 автобусни и 11 тролейбусни линии.

## Култура
В града, бидейки столица на национална република, функционират редица музеи, театри, библиотеки и други културни центрове.

## Образование
Градът има 3 висши учебни заведения:
- Марийски държавен университет
- Волжки държавен технически университет
- Междурегионален отворен социален институт

## Побратимени градове
- Бурж, Франция от 1991 г.
- Принстън, Западна Вирджиния, САЩ от 5 март 2003 г.
- Сомбатхей, Унгария от 1971 г.